# Ceruzkine príhody
Ceruzkine príhody je československý animovaný seriál, který zobrazuje příběhy zázračné tužky. Seriál byl vyroben v roce 1978. Jeho režisérem byl Ladislav Füleky.

## Seznam dílů
1. Cirkus
2. Snehuliak
3. Mišove narodeniny
4. Koniec dovolenky
5. Pokazený domček
6. Nebezpečné dobrodružstvo
7. Maľovaná ZOO
8. Drevorubači
9. More
10. Očný lekár
11. Pipi
12. Bicykel
13. Bodka
14. Kominári